# 堀井巌
堀井 巌（ほりい いわお、1965年（昭和40年）10月22日 - ）は、日本の政治家。自由民主党所属の参議院議員（3期）。自由民主党奈良県支部連合会会長（令和7年）。
外務副大臣、外務大臣政務官を歴任。

## 経歴
奈良県橿原市生まれ。橿原市立八木中学校、東大寺学園高校卒業。1988年、東京大学経済学部卒業。自治省に入省。
1994年、サンフランシスコ総領事館副領事に就任。1995年、サンフランシスコ総領事館領事に就任。1998年、静岡県企画部高度情報課長に就任。2005年、総務省大臣官房付兼内閣官房内閣総務官室総理大臣官邸事務所に入る。2007年、岡山県総務部長に就任。2010年、総務省自治行政局公務員部公務員課給与能率推進室長に就任。
2013年の第23回参議院議員通常選挙に奈良県選挙区から自民党公認で立候補し初当選した。
2017年、第3次安倍第3次改造内閣の外務大臣政務官に就任。
2019年、第25回参議院議員通常選挙で再選。
2023年9月13日、第2次岸田第2次改造内閣が発足。9月15日付で外務副大臣に就任。
同年12月10日、岸田文雄首相は、自民党5派閥における政治資金パーティー収入の裏金問題をめぐり、安倍派所属の閣僚4人、副大臣5人、大臣政務官6人の政務三役15人について、全員交代させる意向を固めた（政務官6人については2日後に訂正）。12月14日、堀井は外務副大臣の辞表を提出し受理された。
同年12月25日、安倍派では少なくとも参議院議員選挙があった2019年と2022年に開いたパーティーについて、改選となる参議院議員に販売ノルマを設けず、集めた収入を全額キックバックしていたことが報道により明らかとなった。
2024年9月12日、自民党総裁選挙が告示され、9人が立候補した。堀井は高市早苗の推薦人に名を連ねた。9月17日、候補者9人はTBSの報道番組「news23」に出演しテレビ討論を行った。高市は、推薦人20人のうち、13人が党本部が公表した「裏金議員」であること、役職停止や戒告の処分を受けた議員が含まれていること（堀井は両方に該当した）などを指摘されると、「どの方を20人に入れるかは選対、チームにまかせたので、私は翌日の新聞（を読む）まで知らなかった」と答えた。9月27日総裁選執行。高市は麻生太郎と世耕弘成の力添えで票を上乗せし、1回目の投票で1位となり、決選投票で石破に敗れた。堀井は1回目の投票、決選投票、いずれも高市に投じた。
令和7年、自民党奈良県連総務会で一任された所属国会議員5名（高市早苗、小林茂樹、田野瀬太道、佐藤啓、堀井巌）らの協議により、自由民主党奈良県支部連合会会長に就任。
2025年、第27回参議院議員通常選挙で再選。

## 政策・主張
- 2019年10月に実施された消費税の10%への引き上げについて、税率改正前の同年7月の参議院選挙時に「法律に従い、引き上げるべきだ」と回答している[21]。
- 憲法9条の改正に賛成し、自衛隊の役割や限界を明記すべきとしている。
- 日本の核武装について、国際情勢によっては検討すべきとしている。
- 村山談話・河野談話はいずれも見直すべきでない[22]。
- 選択的夫婦別姓導入への賛否について「どちらとも言えない」としている[23]。

## 不祥事

### 公職選挙法違反の疑い
2019年の参院選公示の約1ヶ月半前、堀井が代表を務める政党支部が、自民党の奈良県議22人の関連政治団体に一律30万円の寄付をしていた。公職選挙法は特定の候補者を当選させる目的で有権者や運動員に金銭などを渡すことを禁じており、選挙買収との見方が強まっている。堀井はメディアの取材に対し、「党勢拡大のための寄付」「たまたま（寄付が）選挙の時になった」と回答している。

### 政治資金規正法違反の疑い
自民党安倍派（清和政策研究会）のパーティー収入不記載事件で、堀井は2024年1月23日に奈良県庁で記者会見し、政治資金収支報告書に記載していない安倍派からのキックバックが2022年までの5年間で計876万円あったと公表した。堀井によると、政策秘書が安倍派とやりとりをした際、安倍派は「パー券のノルマを超えたキックバック分を支出として収支報告書に記載しない」とした上で、堀井側にも収入として記載しないように求めたという。堀井は、事件を2023年12月の報道で知り、政策秘書に確認したところ、判断に困り金庫に現金を保管していたとの説明を受けたとしている。
堀井は「政治資金は透明性がなければならず、安倍派との金のやりとりも収支報告書に記載するべきだった」と述べ、「政治不信を招き、深くお詫びする」と陳謝した。
2024年4月4日、自民党は党紀委員会を開き、堀井を戒告とするなど安倍派と二階派の議員ら計39人の処分を決定した。
同年5月14日、衆議院政治倫理審査会は、裏金事件に関与しながら同審査会で弁明していない自民党議員44人に出席と説明を求める野党の申立てを全会一致で可決した。同月17日、参議院政治倫理審査会も同様に、弁明していない議員29人に出席と説明を求める申立てを全会一致で可決した。堀井を含む関係議員73人は全員出席を拒否し、6月23日に通常国会は閉会した。
同年7月25日、翌年7月の第27回参議院議員通常選挙の奈良県選挙区公認候補として擁立することが自民党から発表された。
同年12月26日、東京地検特捜部は政治資金規正法違反の疑いで告発された堀井を嫌疑不十分で不起訴とした。

## 所属団体・議員連盟
- 自民党たばこ議員連盟[32][33]
- 神道政治連盟国会議員懇談会[34]
- みんなで靖国神社に参拝する国会議員の会[34]
- 日本の尊厳と国益を護る会[35]

## 支援団体
- 全国たばこ販売政治連盟（組織推薦候補者）[32]
- 神道政治連盟[36]

## 選挙歴
| 当落 | 選挙                     | 執行日         | 年齢 | 選挙区       | 政党       | 得票数     | 得票率 | 定数 | 得票順位 /候補者数 | 政党内比例順位 /政党当選者数 |
| ---- | ------------------------ | -------------- | ---- | ------------ | ---------- | ---------- | ------ | ---- | ------------------ | ---------------------------- |
| 当   | 第23回参議院議員通常選挙 | 2013年07月21日 | 47   | 奈良県選挙区 | 自由民主党 | 35万4658票 | 58.63% | 1    | 1/4                | /                            |
| 当   | 第25回参議院議員通常選挙 | 2019年07月21日 | 53   | 奈良県選挙区 | 自由民主党 | 30万1201票 | 55.26% | 1    | 1/3                | /                            |
| 当   | 第27回参議院議員通常選挙 | 2025年07月20日 | 59   | 奈良県選挙区 | 自由民主党 | 17万5450票 | 26.59% | 1    | 1/7                | /                            |